# تپه شهر سوخته ۵۰
تپه شهر سوخته شماره ۵۰ مربوط به هزاره سوم و ۲ قبل از میلاد است و در شهرستان زابل، بخش شیب آب، روستای حومه شهر سوخته واقع شده و این اثر در تاریخ ۳۰ تیر ۱۳۸۴ با شمارهٔ ثبت ۱۲۱۳۴ به‌عنوان یکی از آثار ملی ایران به ثبت رسیده است.